# Cork Constitution Football Club
Maillots
Dernière mise à jour : 21 janvier 2024.
 Cork Constitution RFC  est un club irlandais de rugby à XV basé dans la ville de Cork en république d'Irlande qui évolue dans le championnat irlandais de première division. Le club est affilié à la fédération du Munster et ses joueurs peuvent être sélectionnés pour l’équipe représentative de la région, Munster Rugby.

## Histoire
Le club est fondé par les employés du journal Cork Constitution en 1892 afin de s'occuper le samedi après-midi car le journal ne sort pas le dimanche. Le cricket est le sport de prédilection en été. Le club obtient le statut de senior club lui permettant de disputer les compétitions principales en 1897. Dès les origines, Cork fournit de nombreux joueurs à la sélection nationale. Cork Constitution est l'un des principaux clubs du Munster, remportant de très nombreux titres, avec notamment neuf titres du Munster consécutifs dans les années 1960 et 1970. C'est l'un des piliers de la première division irlandaise. Il remporte la All-Ireland League en 1991, lors de la première saison de ce championnat.

## Palmarès
- Vainqueur du Championnat d'Irlande en 1991, 1999, 2008, 2010, 2017 et 2019
- Vainqueur de la Coupe d'Irlande en 2006, 2010, 2013, 2014, 2015, 2016, 2017
- Vainqueur de la Munster Senior League en 1902, 1903, 1911, 1912, 1914, 1922, 1923, 1929, 1939, 1945, 1953, 1957, 1964, 1965, 1966, 1967, 1968, 1969, 1970, 1971, 1972, 1975, 1976, 1977, 1979, 1984, 1987, 1988, 1998
- Vainqueur de la Munster Senior Cup en 1905, 1906, 1907, 1910, 1922, 1923, 1929, 1933, 1942, 1943, 1946, 1957, 1961, 1964, 1965, 1967, 1970, 1972, 1973, 1983, 1985, 1989, 2009, 2013, 2014, 2015, 2016, 2017, 2019, 2020
- Vainqueur de la Munster Junior Cup en 1949, 1951, 1956, 1957, 1958, 1973, 1982, 1983, 1986, 1987, 1988, 1992, 1994, 1995, 2003 et 2005

## Joueurs célèbres
37 joueurs de Cork ont porté les couleurs de l'équipe d’Irlande. Parmi eux :  
| - Michael Bradley - Paul Burke - David Corkery - Moss Finn - Gabriel Fulcher - Ralph Keyes - Tom Kiernan - Donal Lenihan - Paul McCarthy | - Derek McGrath - Kenny Murphy - Noel Murphy - Donncha O'Callaghan - Ronan O'Gara - Pat O'Hara - Frank Sheahan - Michael Gibson |